# Typhoon Thompson
Typhoon Thompson in Search for the Sea Child est un jeu vidéo d’action créé par Dan Gorlin et publié par Brøderbund Software et Domark en 1988 sur Atari ST, avant d’être porté sur Amiga en 1990. Le joueur incarne un enfant abandonné sur son canot pneumatique au milieu de l’océan. Adopté par les esprits de la mer, il est chargé par ces derniers de délivrer des lutins et de récupérer des armes magiques. A bord de son canot à propulsion, armé d’un canon laser, le héros parcours l’océan à la recherche des îles où sont emprisonnés les lutins. Lorsqu’il tire sur ces îles, elles libèrent des objets qui le poursuivent et tente de le bloquer, de crever son canot ou de le pousser à l’eau. Il doit donc les détruire à l’aide de son canon laser, ce qui fait apparaitre un lutin qu’il peut alors récupérer. Une fois tous les lutins d’une zone sauvés, une arme magique apparait et il peut passer au niveau suivant, .

## Accueil
| Typhoon Thompson         |      |       |
| Média                    | Pays | Notes |
| ACE                      | GB   | 82 %  |
| Amiga Format             | GB   | 80 %  |
| Amiga User International | GB   | 78 %  |
| Gen4                     | FR   | 86 %  |
| The Games Machine        | GB   | 90 %  |
| The One                  | GB   | 88 %  |
| Zzap!64                  | GB   | 88 %  |